# Пятигорская, Анюта
Анюта (Хана) Пятиго́рская (идиш חנה פּיאַטיגאָרסקי‎ — Ханэ Пятигорски, 1893—1943) — еврейская советская поэтесса и прозаик. Писала на идише.

## Биография
Родилась в 1893 году в Житомире (Волынская губерния), в семье учителей. 
В 1920 году работала по ликвидации безграмотности в Красной армии, в 1921—1922 годах трудилась в еврейской секции Народного комиссариата просвещения РСФСР на Волыни и в Москве. Состояла членом еврейской секции Всеукраинского союза пролетарских писателей.
Первые стихи начала писать на русском языке, продолжила писать на идише (который освоила самостоятельно) и публиковалась под именем «Анюта Пятигорская». Окончила казённую русскую гимназию в родном городе, после чего работала учительницей в профессиональном еврейском училище с обучением на русском языке, в еврейских школах Житомира, Киева, Малаховки в Московской губернии. 
В 1915 году опубликовала первую сказку для детей в виленском журнале «Ди грининке беймелех». А её первые стихи на идише вышли в свет в харьковском журнале «Ди ройте велт» в 1925 году. Также печаталась в харьковских еврейских изданиях «Юнгэ гвардие» («Молодая гвардия»), «Дер штерн» («Звезда»), «Дер идишер пойер» («Еврейский крестьянин»), в журнале «Пролит» («Пролетарская литература»), в сборниках «Фар дер бинэ» («Для сцены»), «Шлахтн» (Битвы»), «Алманах фун ди идише шрайбэр аф Украинэ» («Альманах еврейских писателей на Украине», 1926); её стихи были включены в антологию «Идише дихтернс» («Еврейские поэтессы», Чикаго, 1928). 
Её первый сборник стихов «Ин ганг» («В пути») была издана в Киеве в 1930 году (издательство Култур-лиге). Этот сборник содержит шесть циклов стихотворений, содержащие как лирику личных переживаний, так и стихи с социальной тематикой. Лейтмотив этих стихов — «напряжённое преодоление остатков, пережитков эстетского индивидуализма и мелкобуржуазного прошлого, отягощённого патриархальными традициями».
Написала книгу стихов «Брейт из майн ланд» («Широка моя страна»), в которой поэтесса расширяет революционную тематику в своём творчестве. Книга была издана в Харькове в 1934 году. Также написала сборники «Аф дер вах» («На страже», 1935), «Ин уфштайг» («На подъёме», 1940). В цикле «Штот» (Город) звучат отклики противоречивой буржуазно-урбанистической поэзии, воспевающей «шум и звон» городской жизни и одновременно таящей «страхи».
Жила в Ленинграде, работала в Еврейском доме просвещения, в котором руководила литературным кружком и состояла лектором, здесь и встретила начало Великой Отечественной войны. Пережила две блокадные зимы. Умерла в эвакуации в 1943 году в городе Златоуст Челябинской области.